# EBITDA
En finances, EBITDA (acrònim de Earnings before interest, taxes, depreciation and amortization; 'beneficis abans d'interessos, impostos,  depreciacions i amortitzacions') és una mesura del benefici que pretén mesurar la rendibilitat econòmica d'una empresa a fi de posar en relleu el benefici generat per l'activitat purament operativa d'aquesta.
L'EBITDA té l'avantatge d'eliminar el biaix de l'estructura financera, de l'entorn fiscal (a través dels impostos) i de les despeses "fictícies" (amortitzacions). D'aquesta manera, permet obtenir una idea clara del rendiment operatiu de les empreses, i comparar d'una forma més adequada com de bé o malament ho fan les diferents empreses o sectors en l'àmbit purament operatiu. Des d'aquest punt de vista, és un bon indicador de la rendibilitat del negoci.
L'EBITDA, doncs, és independent de les condicions de finançament (despeses financeres), les restriccions fiscals (impostos), de la depreciació de l'utillatge d'explotació (amortització) i de l'amortització de les despeses fictícies (amortització). Cal tenir present que al sistema comptable nord-americà es distingeix conceptualment entre depreciació i amortització, mentre que en el pla comptable espanyol ambdós fenòmens es recullen sota la mateixa denominació: amortització.
L'EBITDA es calcula a partir de l'estat de resultats o Compte de Pèrdues i Guanys d'una empresa. Representa el marge o resultat brut d'explotació de l'empresa abans de deduir els interessos, la càrrega financera, les amortitzacions i les depreciacions i l'impost de societats. Aquest indicador s'ha consolidat, en els darrers anys, com un dels més utilitzats per a mesurar la rendibilitat operativa (percentatge d'EBITDA sobre vendes) d'una empresa. Actualment la premsa econòmica utilitza l'EBITDA com a mesura de la rendibilitat econòmica i als efectes d'establir una valoració de les empreses. Aquest és un indicador desenvolupat originalment als Estats Units. No és un indicador estàndard que equival a dir que el contingut pot variar d'una companyia a una altra. També se'l coneix com a OIBDA (operating income before depreciation and amortization, benefici de l'activitat abans d'amortitzacions i provisions).
Si a l'EBITDA se li resten les depreciacions i les amortitzacions, s'obté l'EBIT (Earnings before Interest and Taxes; BAII: Beneficis abans d'interessos i impostos). En general apareix en els comptes com a Operating Profit (Benefici operatiu).

## Utilització incorrecta
Amb el temps, l'EBITDA s'ha utilitzat majoritàriament com a càlcul per descriure el rendiment en la seva naturalesa intrínseca, fet que implica ignorar tots els costos que no es produeixen en el negoci normal. Malgrat que aquesta simplificació pot ser bastant útil, sovint es fa malament, ja que resulta en considerar massa costos com a elements diferenciats, augmentant així, per tant, la rendibilitat d'una empresa. En canvi, en el cas que aquests tipus de costos inusuals disminueixin, el càlcul resultant s'hauria de denominar "EBITDA ajustat" o similar.
Atès que l'EBITDA (i les seves variacions) no són mesures generalment acceptades als principis de comptabilitat generalment acceptats als Estats Units (GAAP), la Comissió de Valors i Borsa americana requereix que les empreses que registrin valors amb ell (i quan presentin els seus informes periòdics) reconciliï l'EBITDA amb els ingressos nets per evitar dur a engany els inversors.

## Mètode de càlcul
À partir d'un compte de resultats, es pot calcular l'EBITDA de dues maneres :
- restant als productes les despeses d'explotació excepte les despeses excloses (interessos, impostos, dotacions a les amortitzacions i provisions) ;
- afegint al resultat net les despeses excloses.

Exemple de càlcul de l'EBITDA a partir del compte de resultats següent :
- Xifra de negoci = 1000
- Compres = 400
- Altres despeses externes = 100
- Despeses de personal = 200
- Interessos = 20
- Impostos = 30
- Amortitzacions = 50
- Resultat net = 200

1. Mètode sostractiu, partint de la xifra de negocis :
EBITDA = Xifra de negocis - Compres – Altres despeses externes – Despeses de personal
O sigui : EBITDA = 1000 - 400 - 100 - 200 = 300
2. Mètode additiu , partint del resultat net :
EBITDA = Resultat net + Interessos + Impostos + Amortitzacions
O sigui : EBITDA = 200 + 20 + 30 + 50 = 300

L'EBIT és igual a l'EBITDA menys les amortitzacions :
EBIT = 300-50 = 250

## Ús per a les transaccions financeres
El concepte d'EBITDA ha estat un èxit cada vegada més gran quan les empreses han fet, en els anys 90, moltes adquisicions finançades amb deute. Aquestes empreses han estimat que l'EBITDA va donar una imatge més fiable de la seva activitat operativa, i és per això que aquest indicador apareix en els seus estats financers. El resultat mesurat per l'EBITDA no inclou el cost del deute, o la depreciació del Fons de comerç, important quan l'adquisició es paga cara. És, doncs, normal veure EBITDA significativament majors que els ingressos nets. L'EBIT també s'utilitza en el càlcul de ràtios financeres, però l'EBITDA és molt més utilitzat per la valoració addicional que aporta a l'activitat de l'empresa.
Esdevingué tan popular, que l'EBITDA va ser utilitzat de forma improvisada com a punt de referència per a valorar els negocis "Internet", ja que no generaven beneficis nets. Això va portar a algunes exageracions borsàries que van ser la causa del Crac que es va produir a l'abril de 2000. En qualsevol cas, l'EBITDA es pot utilitzar per comparar resultats, ja sigui entre empreses (anàlisi horitzontal) o entre la mateixa empresa en diferents períodes (anàlisi vertical), ja sigui dividint l'esmentat terme entre la inversió realitzada o entre les vendes efectuades durant un període.
És important tenir en compte que l'EBITDA no reflecteix el flux de caixa del negoci, ja que no inclou la variació del capital de treball o d'inversions en actiu fix.